# Монахов, Дмитрий Петрович
Дмитрий Петрович Монахов (3 мая 1900, Филиппово, Ярославская губерния — 18 февраля 1944, Днепропетровск) — советский военный деятель, генерал-майор (5 января 1943).

## Биография
Дмитрий Петрович Монахов родился 3 мая 1900 года в селе Филиппово ныне Любимского района Ярославской области.

### Гражданская война
В августе 1918 года был призван в ряды РККА и направлен красноармейцем сначала в Московский рабочий полк, а в феврале 1919 года — в отряд особого назначения, дислоцировавшийся в Чернигове. В мае того же года был направлен на учёбу на Полтавские командные курсы, в составе которых принимал участие в боевых действиях против войск под командованием генерала А. И. Деникина, а в августе того же года попал в плен. После освобождения в декабре был направлен в 398-й стрелковый полк (45-я стрелковая дивизия), где служил красноармейцем, курсантом дивизионной школы и командиром взвода. В составе полка принимал участие в боевых действиях на Правобережье Днепра, в разоружении войск под командованием Н. И. Махно в районе Александровска, а затем — в ходе Одесской наступательной операции и освобождении Одессы. Вскоре полк во время советско-польской войны принимал участие в боевых действиях на киевском, шепетовском и львовском направлениях, в ноябре — в разгроме войск под командованием С. В. Петлюры и частей под командованием генерала П. Н. Врангеля, а затем — против бандитизма на территории Украины.

### Межвоенное время
В июле 1921 года был назначен на должность командира взвода истребительного отряда (Западный фронт), дислоцированного в Полтаве, а в августе того же года был направлен в 7-ю стрелковую дивизию (Украинский военный округ), где служил на должностях командира взвода 59-го стрелкового полка и помощника командира роты 20-го стрелкового полка. В октябре 1923 года Монахов был направлен на учёбу в Киевскую высшую объединённую военную школу, после окончания которой в 1924 году вернулся в 20-й стрелковый полк, где служил на должностях командира взвода, роты, помощника командира и командира батальона.
В апреле 1931 года был назначен на должность помощника начальника штаба 19-го стрелкового полка, в октябре того же года — на должность начальника штаба 50-го пулемётного батальона (Украинский военный округ), в феврале 1936 года — на должность начальника штаба 261-го стрелкового полка (87-я стрелковая дивизия, Киевский военный округ), в марте 1938 года — на должность командира 295-го стрелкового полка, дислоцированного в Могилёве-Подольском, в ноябре 1938 года — на должность начальника 10-го отдела штаба Винницкой армейской группы войск, а в августе 1939 года — на должность начальника штаба 135-й стрелковой дивизии, после чего принимал участие в боевых действиях в ходе похода Красной Армии на территорию Западной Украины.
В сентябре 1940 года был назначен на должность начальника штаба 130-й стрелковой дивизии.
В 1941 году закончил 1-й курс заочного факультета Военной академии имени М. В. Фрунзе.

### Великая Отечественная война
С началом войны находился на прежней должности, затем возглавил дивизию. Дивизия под командованием Монахова принимала участие в боевых действиях в ходе приграничного сражения, а затем на Могилёв-Подольском укреплённом районе и на Днестре и вскоре отступала на ольгопольском направлении.
В октябре 1941 года Монахов был направлен на учёбу в Академию Генштаба, однако в ноябре того же года был направлен в распоряжение Военного совета Южного фронта и в декабре назначен на должность командира 278-й стрелковой дивизии, которая принимала участие в боевых действиях в ходе Донбасской оборонительной операции, а затем — в Сталинградской битве. За мужество и героизм, проявленный в данных боевых действиях, дивизия 3 января 1943 года была преобразована в 60-ю гвардейскую. Вскоре дивизия принимала участие в ходе Донбасской и Запорожской наступательных операций, а также в освобождении городов Павлоград и Запорожье, за что ей было присвоено почётное наименование «Павлоградская».
В январе 1944 года Монахов был назначен на должность заместителя командира, а 19 января — на должность командира 28-го гвардейского стрелкового корпуса.
Генерал-майор Дмитрий Петрович Монахов 18 февраля 1944 года был тяжело ранен и умер от полученных ран в Днепре.

## Награды
- Два ордена Красного Знамени;
- Орден Суворова 2 степени;
- Орден Отечественной войны 1 степени;
- Медали.